# Ciclo do hidrogênio
O ciclo do hidrogênio consiste nas trocas de hidrogênio entre fontes e sumidouros bióticos (vivos) e abióticos (não vivos) de compostos contendo hidrogênio.
O hidrogênio (H) é o elemento mais abundante no universo. Na Terra, moléculas inorgânicas comuns que contêm hidrogênio incluem água (H2O), gás hidrogênio (H2), sulfeto de hidrogênio (H2S) e amônia (NH3). Muitos compostos orgânicos também contêm átomos de hidrogênio, como hidrocarbonetos e matéria orgânica. Dada a ubiquidade dos átomos de hidrogênio em compostos químicos inorgânicos e orgânicos, o ciclo do hidrogênio concentra-se no hidrogênio molecular, H2.
Como resultado de metabolismos microbianos ou interações naturais entre rochas e água, o gás hidrogênio pode ser produzido. Outras bactérias podem consumir o H2 livre, que também pode ser oxidado fotoquimicamente na atmosfera ou perdido para o espaço. O hidrogênio também é considerado um reagente importante na química prebiótica e na evolução inicial da vida na Terra, e potencialmente em outros lugares do Sistema Solar.

## Ciclos abióticos

### Sumidouros
Por ser o elemento mais leve, o H2 atmosférico pode ser facilmente perdido para o espaço por meio do escape de Jeans, um processo irreversível que contribui para a perda de massa líquida da Terra. A fotólise de compostos mais pesados que não são propensos a escapar, como CH4 ou H2O, também pode liberar H2 da atmosfera superior e contribuir para esse processo. Outro sumidouro importante de H2 atmosférico livre é a oxidação fotoquímica por radicais hidroxila (•OH), que forma água.
Sumidouros antropogênicos de H2 incluem a produção de combustíveis sintéticos por meio da reação de síntese de Fischer-Tropsch e a fixação artificial de nitrogênio pelo processo Haber-Bosch para produzir fertilizantes nitrogenados.

## Ciclos bióticos
Muitos metabolismos microbianos produzem ou consomem H2.

### Produção
O hidrogênio é produzido por enzimas hidrogenases e nitrogenases em muitos microrganismos, alguns dos quais estão sendo estudados por seu potencial na produção de biocombustíveis. Essas enzimas metabolizadoras de H2 são encontradas nos três domínios da vida, e mais de 30% dos genomas microbianos conhecidos contêm genes de hidrogenase. A fermentação produz H2 a partir de matéria orgânica como parte da cadeia alimentar microbiana anaeróbica por meio de vias dependentes ou independentes de luz.

### Consumo
A captação biológica do solo é o principal sumidouro de H2 atmosférico. Tanto metabolismos microbianos aeróbicos quanto anaeróbicos consomem H2 ao oxidá-lo para reduzir outros compostos durante a respiração. A oxidação aeróbica de H2 é conhecida como reação de Knallgas.
A oxidação anaeróbica de H2 frequentemente ocorre durante a transferência interespecífica de hidrogênio, na qual o H2 produzido durante a fermentação é transferido para outro organismo, que utiliza o H2 para reduzir CO2 a CH4 ou acetato, 
SO2−
4 a H2S, ou Fe3+ a Fe2+. A transferência interespecífica de hidrogênio mantém as concentrações de H2 muito baixas na maioria dos ambientes, pois a fermentação se torna menos termodinamicamente favorável à medida que a pressão parcial de H2 aumenta.

## Relevância para o clima global
O hidrogênio geralmente atua como um doador de elétrons. Essa característica tem implicações para a química atmosférica global, possivelmente retardando a degradação e aumentando a abundância de gases de efeito estufa. Isso torna o hidrogênio um gás de efeito estufa indireto. Por exemplo, o H2 pode interferir na remoção de metano da atmosfera. Normalmente, o CH4 atmosférico é oxidado por radicais hidroxila (•OH), mas o H2 também pode reagir com •OH para reduzi-lo a H2O.
CH4 + •OH → •CH3 + H2O
H2 + •OH → H• + H2O

## Implicações para a astrobiologia
O H2 hidrotermal pode ter desempenhado um papel importante na química prebiótica. A liberação de H2 por serpentinização pode ter apoiado a formação dos reagentes propostos na hipótese do mundo de ferro-enxofre para a origem da vida. A subsequente evolução da metanogênese hidrogenotrófica é hipotetizada como um dos primeiros metabolismos na Terra.
A serpentinização pode ocorrer em qualquer corpo planetário com composição condrítica. A descoberta de H2 em outros planetas oceânicos, como Encélado, sugere que processos semelhantes estão ocorrendo em outros lugares do Sistema Solar, e potencialmente em outros sistemas planetários.